# Randy Jackson (musicien américain, 1955-)
Pour les articles homonymes, voir Randy Jackson (homonymie).
Randy Jackson, né le 28 février 1955 à La Nouvelle-Orléans en Louisiane aux États-Unis, est un musicien américain, pratiquant la guitare et le chant. Il est connu pour être le leader du groupe de hard rock de Zebra (en).

## Discographie

### Avec Zebra
- 1983 : Zebra (en)
- 1984 : No Tellin' Lies (en)
- 1986 : 3.V (en)
- 1998 : The Best of Zebra: In Black and White
- 1999 : King Biscuit Flower Hour (en)
- 2003 : Zebra IV (en)

### En solo
- 1991 : Randy Jackson's China Rain: Bed of Nails
- 1999 : Zebra Videos And More VHS (live)
- 2007 : Zebra The DVD (live)
- 2014 : Empathy for the Walrus